# Ter Pelkwijkpark

Het Ter Pelkwijkpark is een park in het centrum van de stad Zwolle, dat genoemd is naar de Overijsselse politicus Johannes ter Pelkwijk. Het is aangelegd op het oostelijke deel van de voormalige vestinggordel van Zwolle, die vanaf 1790 werd ontmanteld. Hier ontstond later ook de Ter Pelkwijkstraat. In het park staat een herdenkingssmonument naar een ontwerp van Titus Leeser voor de meer dan 700 Zwollenaren die gedurende de Tweede Wereldoorlog door vervolging en geweld omgekomen zijn. 

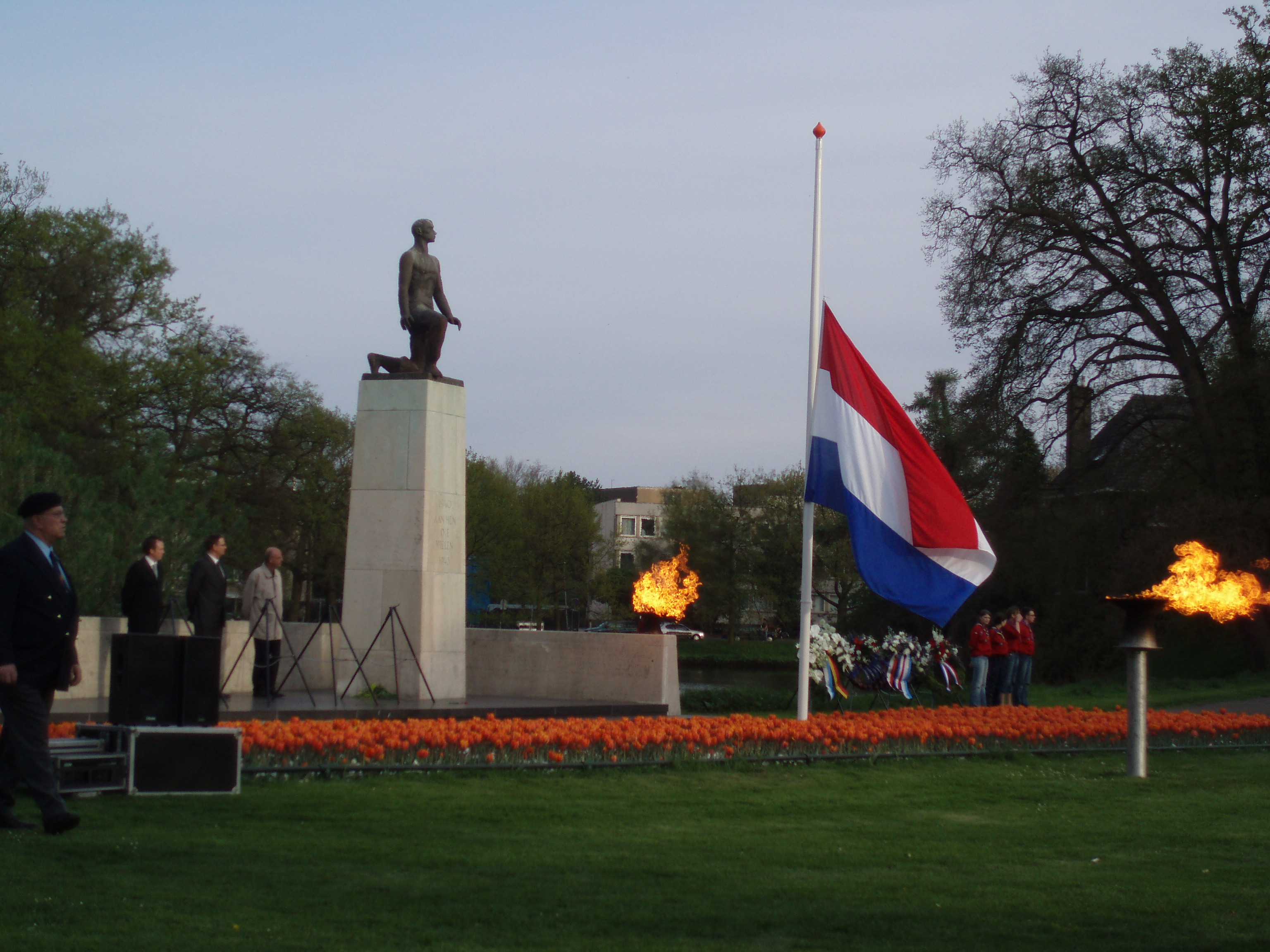
Het oorlogsmonument bij de nationale dodenherdenking op 4 mei

Leerlingen van enkele basisscholen uit de buurt organiseren jaarlijks op 14 april, de dag dat Zwolle in 1945 door geallieerde troepen bevrijd werd, een plechtigheid bij het monument in het park.

## Geografie
Het park ligt ten oosten van het centrum van Zwolle. Het bestaat uit een groot grasveld met een paar bomen. Er is ook een pad langs het water en het monument, dat doorloopt naar de Ter Pelkwijkstraat en naar een voetgangersbrug over het water. Aan de noordoostzijde van het park stond tussen 1892 en 1985 het Gouverneurshuis, tegenwoordig het appartementencomplex de Genverberg.
Archenaultplantsoen · Azaleapark · Badhuiswal - Noordereiland · Broerenkerkplein · De Dobbe · Engelse Werk · Groen assenkruis Holtenbroek · Ittersumerpark · Van Nahuysplein · Nooterhof · Oldenelerpark · Park Aa-landen · Park Eekhout · Park Gerenbroek · Park Gerenlanden · Park Hogenkamp · Park Ittersumerlanden · Park de Wezenlanden · Ter Pelkwijkpark · Twistvlietpark · Potgietersingel · Prins Clauspark · Schellerpark · Stinspark · Oude Weteringzone · Wijkpark Berkum · Zwarte waterpark Holtenbroek · Zwarte waterpark Stadshagen